# Rey Escorpión

Fabián Núñez Napoles (né le 20 janvier 1979 à Guaymas, dans l'État de Sonora, au Mexique) est un catcheur (lutteur professionnel) mexicain qui est actuellement sous contrat avec la Asistencia Asesoría y Administración.

## Carrière

### Consejo Mundial de Lucha Libre (2009–2016)
En janvier 2013, il fait ses débuts au Japon en prenant part à la tournée Fantastica Mania 2013, une tournée co-produit par la CMLL et la New Japan Pro Wrestling à Tokyo. Le 18 janvier, lui et Chaos (Tomohiro Ishii et Yujiro Takahashi) battent Bushi, Diamante et Ryusuke Taguchi. Le 19 janvier, lui, Kazuchika Okada et Volador Jr. battent Hiroshi Tanahashi, La Máscara et Rush avec Escorpión rivant les épaules de Rush pour la victoire. Le lendemain, il perd contre Rush.
Le 29 janvier, il bat Volador Jr. et devient le nouveau CMLL World Light Heavyweight Champion,.
En janvier 2014, il retourne au Japon en prenant part à la tournée Fantastica Mania 2014. Le 17 janvier, il conserve le CMLL World Light Heavyweight Championship contre Máximo.
Le 28 octobre, il perd le CMLL World Light Heavyweight Championship contre Ángel de Oro.
Le 18 mai, lui, El Terrible et Vangelis perdent contre Los Ingobernables (La Máscara, La Sombra et Marco Corleone).
Le 27 juin, il se retourne contre Los Revolucionarios del Terror et rejoint Los Ingobernables.

### Lucha Libre Elite (2016–...)
Le 18 novembre, il perd lors de la finale de la Liga Elite 2016 contre Caristico.

### Asistencia Asesoría y Administración (2017–...)
Lors de Guerra de Titanes 2018, il perd contre Psycho Clown par disqualification après l'intervention de Monster Clown et Murder Clown avec qui il attaque Psycho Clown mais ce dernier est sauvé par deux hommes masqués qui retirent ensuite leur masque pour se révéler être Máximo et La Máscara avec qui Psycho Clown forme le groupe Los Mosqueteros del Diablo.
Le 25 mars, lui et El Texano Jr. battent Dark Family (Cuervo et Scoria) et remportent les AAA World Tag Team Championship. Lors de Heroes Inmortales XII, ils conservent leur titres contre DJ Z et Laredo Kid et MexaBlood (Bandido et Flamita),. Lors de Rey De Reyes 2019, ils perdent leur titres contre The Lucha Brothers (Pentagón Jr. et Fénix).
Le 8 mai 2021, lui, El Texano Jr. et La Hiedra battent Los Jinetes del Aire (El Hijo del Vikingo, Golden Magic et Myzteziz Jr.) et remportent les AAA World Trios Championship.

## Palmarès
- Asistencia Asesoría y Administración
  - 1 fois AAA Northern Middleweight Championship
  - 1 fois AAA World Tag Team Championship avec El Texano Jr.
  - 1 fois AAA World Trios Championship avec La Hiedra, Taurus et El Texano Jr.
  - Rey de Reyes (2018)

- Consejo Mundial de Lucha Libre
  - 1 fois CMLL World Light Heavyweight Championship
  - Gran Alternativa (2011, 2013) avec Último Guerrero et Boby Zavala

## Récompenses des magazines
- Pro Wrestling Illustrated

| Année | 2012 | 2013 | 2014 | 2015 | 2016 | 2017       | 2018 | 2019 | 2020       | 2021 | 2022 |
| ----- | ---- | ---- | ---- | ---- | ---- | ---------- | ---- | ---- | ---------- | ---- | ---- |
| Rang  | 156  | 276  | 97   | 174  | 270  | Non classé | 185  | 372  | Non classé | 253  | 305  |